# EX!
《EX!》系列是織田兄第創作，UKI插畫的輕小說。由SOFTBANK Creative於GA文庫出版，2007年2月開始連載，2012年6月完結，全刊15集。中文版由尖端出版社出版，至今出刊5集。

## 故事簡介
承繼了最強的EX戰士‧炎和邪惡女幹部的基因的少年大和一哉，為了避免受到矚目，一直刻意隱藏自己的能力，但累積在心中的壓力快要讓他憋不住了。他的母親美斯拉建議兒子轉入一所夢幻般的學園——「聖克雷斯學園」，但是這學校竟然是培育改造人類的學校？

## 登場人物
以下均為Drama CD聲優。

### 大和家
大和一哉（聲優：鈴村健一）
故事的主角，原最強的「EX戰士‧炎」大和陽介和原「邪惡女幹部」美斯拉的兒子。擁有強烈正義感的熱血少年。最初轉入聖克雷斯學園時，對狀況感到疑惑，但是經過相處之後變得更加坦率，湧起了守護朋友們的決心。
由於父親的遺傳，所以可以變身成EX戰士，戰鬥服是紅黑兩色，被稱為「EX戰士‧勇」，亦承繼了父親的戰鬥開場白「你的心，難道没有接觸到太陽嗎？」。能夠使用中和「S.O.M.」的「對消滅」，被教育要堂堂正正地戰鬥的理念。擁有優秀的耐久力和強勁的腳力。
由於承繼了母親的基因，當極度憤怒時會進入「崩潰」狀態。戰鬥服會染成黑色，戰鬥能力提升，黑色的火炎會回復身體的損傷。
大和陽介（聲優：三木真一郎）
一哉的父親，原最強的EX戰士‧炎，現今是繪本作家，筆名「陽炎太郎」。性格沉厚寡言。
在戰鬥中愛上了敵人美斯拉，毀滅「HERA」的設施後，兩人同時離開組織結婚。從此隱居起來，不再參與戰鬥。夫妻十分恩愛，擁有「一招就能讓美斯拉安靜下來的絕技」。
大和美斯拉（聲優：三石琴乃）
一哉的母親，原「HERA」的女幹部，改造人類，現今是家庭主婦。對一哉的管教十分嚴厲。
雖然已經離開「HERA」已經二十年，但仍然是聖克雷斯學園學生聞風喪膽的對象。表面上對陽介十分嚴厲，但是內心非常尊重他。能純熟運用長鞭「巨蛇」，能夠「讓對手受鞭打直到感覺到快感前停止」。
原型不明。

### 聖克雷斯學園

#### 學生
多奈內由良（聲優：阿澄佳奈）
聖克雷斯學園一年級女生，改造人類。性格膽小內向。一哉轉入學校時，為他介紹學園，之後就經常一起行動。當她感受到慌張混亂時，會在臀部湧出白色的蜘蛛絲，被稱為「外洩」。由於人為的操作下，失去部份記憶，當反復記憶時，展現出兇殘的性格。積極地尋找失蹤了的姐姐多奈內由真的下落。最近，對一哉擁有淡淡的感覺。
原型是蜘蛛。能夠使用極幼的蜘蛛絲「多機能網」，可以用來收集情報、監聽、通訊、捲纏敵人、製作保護網等多種機能。被學園認定無法繼續成長和被上武裝化外骨骼。在回復記憶時，可以披上象牙色的武裝化外骨骼。
和惠理子（聲優：關山美沙紀）
聖克雷斯學園一年級女生，由良的朋友，改造人類。性格開朗，經常幫助朋友。擅長跑步，一哉轉入學校時，曾經跟他比賽「競跑」，做出令一哉驚訝的成績。
原型是瞪羚，有亮黃色的武裝化外骨骼。擁有高速移動及強力踢擊的能力。
八神龍司（聲優：森久保祥太郎）
聖克雷斯學園一年級男生，改造人類。性格自戀傲慢，看不起低等階層的學生。與一哉的練習戰落敗之後，自眨為一哉的手下，高傲的性格也有所改變。
原型是蜥蝪，有綠色的武裝化外骨骼。絕技是「龍神散彈」，可以放出多個光彈，追擊敵人。
涼原太一
聖克雷斯學園三年級男生，改造人類。屬於低等階層的學生，表面看起來是虛弱的少年，擁有「無意識之下說謊」的能力。因為一哉經常幫助他，所以對一哉產生興趣。
可以變成白色的EX戰士——「Type W」，同時身為「重組者」，能力是可以將虛假的記憶植入對方腦中。
周防比夜（聲優：相橋愛子）
聖克雷斯學園三年級女生，學生會會長，改造人類。「三毒」之一，學園內最強的學生之一。擁有一頭黑髮的日本美人，身材矮小，經常與青梅竹馬的朋友千路美尋一同行動。個性溫柔成熟。對一哉抱有好感。
原型是毒蠍，有鮮紅色的武裝化外骨骼。兩手是剪刀，背後有可以伸縮的多關節尾巴，尾巴前端可以連續射出毒針。擁有練成「神之觀點」的才能「共鳴源」，但因為要犧牲美尋才可以成功，所以極力拒絕繼續練習，對身體造成極大負擔。後來因為一哉的奮戰，解決了這個問題。發動「神之觀點」之後，可以進化成「Neo‧Extend」，戰鬥力大幅上升。
千路美尋（聲優：東條加那子）
聖克雷斯學園三年級女生，學生會會長輔佐，改造人類。「三毒」之一，學園內最強的學生之一。擁有一頭灰髮的少女，身材高大，經常與青梅竹馬的朋友周防比夜一同行動。個性沉默冷漠。事事以比夜為先，討厭比夜對一哉有好感。
原型是蜈蚣。與周防比夜一樣，擁有練成「神之觀點」的才能「共鳴源」。發動「神之觀點」之後，可以進化成「Neo‧Extend」，戰鬥力大幅上升，武器是多節鎖鏈刀刃。
峰音十季子（聲優：今井由香）
聖克雷斯學園三年級女生，學生會副會長，改造人類。「三毒」之一，學園內最強的學生之一。擁有一頭金色卷髮的少女，身材高大。個性嚴肅認真，典型的大小姐性格。在一哉戰勝EX戰士‧暴風後，負責教導他戰鬥技巧。原本視一哉為徒弟，但後來漸漸對他有些感覺。
原型是黃蜂，有金黃色的武裝化外骨骼。能夠高速移動，雙腕有可爆炸的有毒刺針，亦習得「光之力場」。
古森羽月（聲優：來住沙耶香）
聖克雷斯學園三年級女生，「庇護者」的成員，改造人類。個子細小，但十分自負，對自己的身形十分在意。非常喜歡吃甜食。最初對身為EX戰士的一哉十分反感，在駿河台事件後，對他改觀，開始與十季子一起教導他戰鬥技巧。因為她的原型能力，是少數知道涼原的真面目的學生。
原型是蝙蝠，有漆黑色的武裝化外骨骼。能夠飛行，使用超音波搜索敵人，同時可以阻止EX戰士的變身。從父親波津斗身上，習得「光之力場」——「圓錐狀的藍白色光輝」，但因為身體不夠強壯，所以不能經常使用。
多奈內由真
聖克雷斯學園女生，改造人類，由良的雙胞胎姐姐。在十季子之前擔任「三毒」之一，被譽為學園最強。在一次調查EX戰士任務後，行蹤不明。
原型是蜘蛛。

#### 教職員
日向真純
聖克雷斯學園女性老師，一哉的班級導師，「競跑」課程的導師。性格輕浮怠慢，對工作抱著馬馬虎虎的態度。亦是惠理子在「競跑」上想超越的目標。
月嶋
聖克雷斯學園男性職員，負責駕駛校巴的司機。禿頭而且面目兇惡的巨漢，但是對學生們十分關心。
瀬似亞莎拉
聖克雷斯學園女性職員，保健室老師。身材誘人容姿美麗的老師，亦是男學生們憧憬的對象。能夠準確檢查及治療學生們的身體，並可以用手指及舌頭內的感應器分析對手。
原型是食蟲植物，能夠散發出費洛蒙。
希拉修女
聖克雷斯學園的學園長。沒有人看過她的真面目。
會通過廣播對學生進行訓示，但內容是意思不明的雜音，由日向真純作翻譯。

### 庇護者
古森波津斗
「庇護者」的成員，改造人類，羽月的父親。除了羽月之外，所有女兒都陣亡，所以將全部技術都教授給她。追查EX戰士時被「EX戰士‧蘭司」攻擊，為了掩護羽月逃走而身受重傷，啟動了「狂飆力」裝置，成為失去理智的改造戰士。
原型是蝙蝠，有漆黑色的武裝化外骨骼。體內有不可分離的「狂飆力」裝置，在瀕死時啟動，體型會變大，戰鬥力會大幅上升，但會失去理智。

### ARES
藏方宗治
開發比夜和美尋的「神之觀點」能力的管理者。性格兇殘傲慢，為求目的不擇手段。與日本海沿岸設施的組織有關。
原型是鍬形蟲，有鮮紅色的武裝化外骨骼。雙腕有鏈鋸狀的武器，背上的翅膀可以吸收太陽能進行熱彈攻擊。防禦力特強。
八神龍臥
八神龍司的哥哥。「ARES」中令人聞風喪膽的死刑執行者。
原型是蜥蝪，有黑色的武裝化外骨骼。

### EX戰士
EX戰士‧暴風（聲優：鈴木真仁）
戰鬥後出生的第二代EX戰士，性格陰險，驕傲自大的少年。因為想狩獵改造人類而襲擊聖克雷斯學園，被一哉打敗。
戰鬥服是綠色。認為開場白是過時的東西，毫不在意地使用「S.O.M.」。
EX戰士‧蘭司
在戰鬥中打敗了波津斗，但反過來被他的「狂飆力」裝置擊敗，身受重傷，所以在戰場上引退，最後被送至ARES當作實驗材料。與日本海沿岸設施的組織有關。
能夠製造光之矛攻擊敵人，不能使用「S.O.M.」。
相摩量子
與一哉青梅竹馬的少女，分開了數年後，轉學入聖克雷斯學園。年幼時十分懦弱，多次被一哉拯救，現時變得天真爛漫。與朝倉零一起接受「協會」的任務調查聖克雷斯學園，但為了一哉放棄任務。對一哉十分重視，對由良有對抗心態。
戰士稱號是「EX戰士‧重力」，戰鬥服是粉紅色。能夠控制重力及使用「S.O.M.」。
相摩大吾
在「協會」中是零和量子的上司，量子的父親，陽介現役時代的戰友。個性豪爽的巨漢，十分溺愛女兒。在執行任務時，亦表現出嚴格的一面。在量子入讀聖克雷斯學園後，成為學園的客座講師。
戰士稱號是「EX戰士‧大地」，戰鬥服是亮褐色。開場白是「天呼喚我，地呼喚我，人呼喚我——其中地呼喚的就是我」。
朝倉零
「協會」所屬成員，量子的夥伴。個性冷酷，討厭所有改造人類，鄙視一哉過於理想化的言論。
戰士稱號是「EX戰士‧冰」，戰鬥服是藍色。能夠控制冰及使用「S.O.M.」。
導師
「協會」的指導者，最古老的EX戰士。現時已經退役，負責收集情報及指導年輕的EX戰士。

## 組織
EX戰士
維持世界和平，與邪惡組織「HERA」戰鬥的人士，被稱為「正義的變身英雄」。
當戰士喊出「Exchange」的變身口號時，就可以變身成EX戰士。不但身體能力提升，而且擁有個人的特殊能力。一部份戰士更可以使用「S.O.M.」。心底裡真正維持正義的人很少，大多數只希望追尋戰鬥的快樂。
二十年前與「HERA」的大戰告一段落，知道當時情形的新一代很少。
HERA
正式名稱是「Human Evolutionary Research Agency」，即「人類進化研究機關」，又稱為「邪惡的秘密組織」。以「開發更優秀的人類」為目標，暗中研究具有動植物特性的「次世代新人類」，亦即是改造人類。改造人類的兇暴特質被逐漸地增強，引來EX戰士的討伐。在遇到毀滅性的打撃後，現在完全沉默下來。
聖克雷斯學園
「HERA」設立的次世代改造人「繼承者」的教學機關，亦稱為「改造人學園」。學園的宗旨是和和平共處，利用改造人的能力貢獻社會。
庇護者
「HERA」的機關，負責保護聖克雷斯學園的偵察部隊。波津斗和羽月所屬的機關，負責在前線接觸敵人，學園的學生們敬畏的對象。
ARES
大戰結束後成立的組織，代替成為「HERA」的中樞機關。延續「開發更優秀的改造人類」為目標，強化改造人的能力，如：開發「神之觀點」。
協會
由導師帶領的EX戰士組織，以祈求世界和平為理念。

## 用語
S.O.M.
全名是「Sphere of Mine」，所有EX戰士也可以學習的能力，創造出一個有利自己戰鬥的空間。在空間中可以提升發動者的能力，削弱敵人的能力。要破解「S.O.M.」，一是令發動者自己解除，二是EX戰士的「對消滅」。由於太依賴此招而缺乏修練的EX戰士有很多。
光之力場
由「HERA」開發對抗「S.O.M.」的技術，發動時有類似魔法陣的標記，可以用來攻擊、防禦或其他各種功能。
次世代改造人類
又稱「繼承者」，是於大戰之後出生的改造人類。同樣具有動植物特性及優異的身體能力，經過修練之後，可以披上武裝化外骨骼，提升戰鬥力，變身的口號是「Extend」。全部皆於聖克雷斯學園就讀。女性的出生率特高，男性個體很少。能力普通的被稱為「低等階層」，受到其他學生的歧視。
狂飆力
在大戰末期，「HERA」為了扭轉劣勢，在部份改造人類身體內裝上的特殊裝置。發動時，身體會巨大化，攻擊力、耐力、爆發力及復原力大幅提升，但會失去理智，無法回復原狀。設定為「安裝者的非自然死亡」時啟動，裝置至今已經與安裝者的身體融合，無法摘除。
神之觀點
次世代改造人類的強化系統，完成之後可以使用「Neo‧Extend」。練習時需要從同伴身上奪取感官感覺和生體能量，最終得到完全沒有死角和強勁的身體能力的改造人類。先天需要有「共鳴源」的能力的人才可以修練，要完成需要同伴之間的互信關係。由於是吸收同伴的能量，所以會有令同伴衰弱致死的弊處。
NEXT
同時擁有EX戰士及改造人類的混合種。現時已知的只有大和一哉這個由「雙親的愛情結合而誕生」的例子，擁有超越EX戰士和改造人類的力量。

## 出版書籍

### 輕小說
| 冊數 | SB Creative            | 出版日期       | 尖端出版社             | 出版日期      |
| ---- | ---------------------- | -------------- | ---------------------- | ------------- |
| 1    | ISBN 978-4-7973-4051-8 | 2007年2月15日  | ISBN 978-957-10-3990-9 | 2009年2月1日  |
| 2    | ISBN 978-4-7973-4253-6 | 2007年5月15日  | ISBN 978-957-10-4034-9 | 2009年4月1日  |
| 3    | ISBN 978-4-7973-4474-5 | 2007年9月5日   | ISBN 978-957-10-4143-8 | 2009年10月1日 |
| 4    | ISBN 978-4-7973-4539-1 | 2008年2月15日  | ISBN 978-957-10-4302-9 | 2011年3月1日  |
| 5    | ISBN 978-4-7973-4862-0 | 2008年5月15日  | ISBN 978-957-10-5396-7 | 2013年9月27日 |
| 6    | ISBN 978-4-7973-4928-3 | 2008年8月15日  |                        |               |
| 7    | ISBN 978-4-7973-5174-3 | 2008年12月15日 |                        |               |
| 8    | ISBN 978-4-7973-5466-9 | 2009年5月15日  |                        |               |
| 9    | ISBN 978-4-7973-5669-4 | 2009年9月15日  |                        |               |
| 10   | ISBN 978-4-7973-5888-9 | 2010年3月15日  |                        |               |
| 11   | ISBN 978-4-7973-6012-7 | 2010年7月15日  |                        |               |
| 12   | ISBN 978-4-7973-6362-3 | 2011年1月15日  |                        |               |
| 13   | ISBN 978-4-7973-6516-0 | 2011年6月15日  |                        |               |
| 14   | ISBN 978-4-7973-6986-1 | 2012年6月30日  |                        |               |
| 15   | ISBN 978-4-7973-6987-8 | 2012年6月30日  |                        |               |

## 外部連結
- （日語）GA文庫サイトの作品紹介ページ（页面存档备份，存于）